# Шевченко, Станислав Владимирович
Станислав Владимирович Шевченко (1 ноября 1970, Элиста, Калмыцкая АССР, РСФСР, СССР) — российский волейболист и спортивный функционер, президент Всероссийской федерации волейбола, вице-президент Европейской конфедерации волейбола.

## Биография
Станислав Шевченко начинал заниматься волейболом в республиканской детско-юношеской спортшколе Элисты, первым тренером спортсмена был Виктор Серов. В 1997 году окончил Московскую государственную академию физической культуры.
Выступал на позиции нападающего второго темпа в таганрогском «Прибое» (до 1988 года), ростовском СКА (1988/89—1990/91), ЦСКА (1991/92—1996/97).
В 1994 году в составе сборной России участвовал в розыгрыше Мировой лиги и на чемпионате мира в Греции.
В 1997 году переехал в Турцию, играл в команде «Зираатбанк» (Анкара).
По возвращении в Россию играл либеро в «Белогорье-Динамо» (1999/00—2000/01) и столичном «Луче» (2001/02—2002/03). Четырёхкратный чемпион России (1993/94—1995/96, 1999/2000), серебряный (1992/93) и бронзовый (1996/97) призёр чемпионатов России. Обладатель Кубка России 1994 года.
По окончании карьеры работал тренером-менеджером московского «Динамо».
С 2005 года занимает руководящие посты во Всероссийской федерации волейбола (ВФВ): генерального директора, первого вице-президента (с декабря 2006 года), исполняющего обязанности президента (с 2009 года).
16 апреля 2010 года избран президентом ВФВ. 5 августа 2010 года избран в Исполком Олимпийского комитета России.
С 2008 года Станислав Шевченко входит в состав Административного совета Международной федерации волейбола.
17 октября 2015 на XXXVI Генеральной ассамблее Европейской конфедерации волейбола (ЕКВ) в Софии избран вице-президентом ЕКВ.

## Награды и звания
- Медаль ордена «За заслуги перед Отечеством» II степени (2 февраля 2013 года) — за успешную подготовку спортсменов, добившихся высоких спортивных достижений на Играх ХХХ Олимпиады 2012 года в городе Лондоне (Великобритания)[5].